# 淳于难
淳于难，东莱郡文登县（今山东省文登市）人，隋朝末年民变领袖。
隋朝末年，淳于难据文登反隋。唐高祖武德四年（621年），唐朝秦王李世民率军平定洛阳的王世充、河北的窦建德。九月初一乙卯（621年9月21日），淳于难在文登向唐朝请降；唐高祖设置登州，以淳于难为刺史。